# 아닉산
아닉산(러시아어: гора Аник)은 프리모르스키 지방에서 가장 높은 산 중의 하나이다. 아닉 산은 프리모르스키 지방 북쪽에 위치해 있고, 하바롭스크 지방에 걸쳐있다. 시호테알린산맥의 한줄기에 속해있다.